# Motu Hafoka
Motu Hafoka (Apia, 13 marzo 1987 – Apia, 30 giugno 2012) è stato un calciatore samoano, di ruolo portiere.

## Biografia
Si è suicidato impiccandosi 30 giugno 2012, all'età di 25 anni.

## Carriera

### Nazionale
Ha debuttato in Nazionale il 1º giugno 2012, in Samoa-Tahiti (1-10).
Ha partecipato, con la Nazionale, alla Coppa delle nazioni oceaniane 2012.
Ha collezionato in totale, con la maglia della Nazionale, 2 presenze e 13 reti subite.